# Anarquismo individualista
El anarquismo individualista o anarcoindividualismo es una tradición filosófica del anarquismo con un particular énfasis en la autonomía del individuo, sosteniendo que cada uno es su propio dueño, interactuando con los otros a través de la asociación voluntaria. El anarquismo individualista se refiere a algunas tradiciones de pensamiento dentro del movimiento anarquista que priorizan al individuo sobre toda clase de determinantes externos, sean grupos, sociedad, tradiciones y sistemas ideológicos. El anarquismo individualista no es una única filosofía sino que alude a un grupo de filosofías individualistas que muchas veces están en conflicto entre sí. Las influencias más tempranas en el anarquismo individualista fueron los pensamientos de William Godwin, Henry David Thoreau (trascendentalismo), Josiah Warren («soberanía del individuo»), Lysander Spooner («ley natural»), Benjamin Tucker, Herbert Spencer («ley de igual libertad») y Max Stirner (egoísmo). Es una de las dos principales categorías en que se divide el anarquismo, siendo la otra el anarquismo socialista, llamado también societario, social, colectivista o comunitario.
A rasgos generales, la corriente individualista del anarquismo hace hincapié en la libertad negativa, es decir, la oposición al control estatal sobre los individuos, mientras que las corrientes anarquistas con una visión colectivista, subrayan la libertad positiva para desarrollar las potencialidades de las personas, argumentando que los humanos tienen necesidades que solo la vida social puede satisfacer, «reconociendo la igualdad de derechos». A diferencia del anarquismo socialista, que defiende la propiedad común de los medios de producción con el objeto de eliminar la desigualdad económica,  gran parte del anarquismo individualista histórico —como en el caso de los denominados «anarquistas de Boston» del siglo XIX— tiende a preferir la propiedad privada de los medios de producción y algún nivel de intercambio de bienes y servicios a través del mercado — siendo estos conceptos económico-jurídicos los que suelen usarse para identificar al antiguo anarcoindividualismo como un antecedente histórico del posterior anarcocapitalismo. Además, estos anarquistas individualistas amigables con la economía de mercado no se oponen a la desigual distribución de la riqueza, aceptándola como una consecuencia de la libre competencia. Aunque también desde sectores minoritarios del anarcoindividualismo se ha adherido al anarcocomunismo (Renzo Novatore) así como ha aparecido un cuestionamiento individualista a la idea de propiedad privada (Oscar Wilde). Agreguemos que, a diferencia del anarquismo comunista, el anarquismo individualista nunca fue un movimiento social, siendo más bien un fenómeno filosófico-literario. El anarquismo filosófico, es decir, el que no aboga por una revolución para eliminar al estado, «es un especial componente del individualismo anarquista».
Surge primero en Estados Unidos y luego en Europa en el siglo XIX, teniendo acogida especialmente entre autores y activistas estadounidenses quienes forman una tradición individualista nativa. Tuvo también un alto desarrollo en la década de 1920 en Francia y el Reino Unido.

## Panorama general
Las diversas corrientes del anarquismo individualista tienen algunas cosas en común:
1. La elevación del individuo sobre toda clase de construcción o realidad social y exterior, tal como la moralidad, la ideología, las costumbres, la religión, la metafísica, las ideas o la voluntad de otros.[23][24][25]
2. El rechazo y las reservas hacia la idea de revolución, a la que a veces consideran como un levantamiento de las masas que podrían acarrear nuevos gobiernos.[26] En cambio, algunos autores (por ejemplo Spencer) favorecen un método gradualista y evolutivo para alcanzar la anarquía mediante experiencias y experimentos alternativos que podrían ser aplicados en el presente.[27] Esto también porque no se ve como deseable para los individuos el hecho de tener que esperar por la revolución para comenzar a experimentar alternativas que están por fuera del sistema actual.[28]
3. El punto de vista de que las relaciones con otras personas o cosas solo pueden ser libremente contratadas,[29] en propio interés y puede ser tanto transitorias y sin compromisos como se desee.[30] La experiencia y la búsqueda individual son exaltadas.

Pero también existen diferencias. En lo que respecta a la justificación del anarcoindividualismo, Josiah Warren usó el argumento de la soberanía individual y el comercio justo, hay adherentes al mutualismo como Pierre Joseph Proudhon, Benjamin Tucker), al egoísmo que no reconoce los "derechos naturales" (Max Stirner) o iusnaturalistas (Lysander Spooner), neo-lockeanos (Murray Rothbard), consecuencialistas (David Friedman), al anarcocomunismo (Renzo Novatore) y oposición individualista a la idea de propiedad privada (Oscar Wilde). Justificaciones alternativas al anarcoindividualismo han sido la contractualista (Jan Narveson), o la ética de la argumentación de Hans-Hermann Hoppe muy cercana a la posición neolockeana.
La corriente de anarquismo individualista que se denomina egoísmo, deriva de la filosofía de Max Stirner, sostiene que los individuos deben hacer aquello que desean, sin hacer caso a Dios, Estado o regla moral. Para Stirner, los derechos son falacias, reificaciones en la mente ("espectros"), y sostenía que la sociedad en verdad no existía sino los "individuos y su realidad", y apoyaba la propiedad por la fuerza como preferible al derecho moral. Stirner defendía la autoafirmación y preveía las "asociaciones de egoístas" conduciéndose entre sí por el respeto mutuo. Motivado por el egoísmo de Stirner apareció un movimiento europeo formado por marginales y llamado ilegalismo, que juntó la idea de un sector anarquista obrerista, la propaganda por el hecho, con la filosofía egoísta, realizando lo que llamaron "expropiación individual", abrazando una forma de vida criminal y justificando el robo.
Una importante tendencia dentro de las corrientes del individualismo anarquista, enfatiza la exploración individual subjetiva y el desafío a las convenciones sociales. En este sentido, las tendencias que propugnan el amor libre y otros estilos de vida alternativos como el naturismo han sido populares entre los individualistas anarquistas. El amor libre hunde sus orígenes tan atrás como el pensador Josiah Warren y las comunidades experimentales, postulando que la libertad sexual es una clara y directa expresión de la soberanía individual. En Europa el propagandista principal del amor libre en el anarquismo individualista fue Émile Armand.
Por otra parte, la mayoría de corrientes anarcoindividualistas no rechazan las formas de acción y organización colectivas, sino aquellas forman que en un grado u otro derivan en procedimientos autoritarios.

## Personalidades originarias

### William Godwin

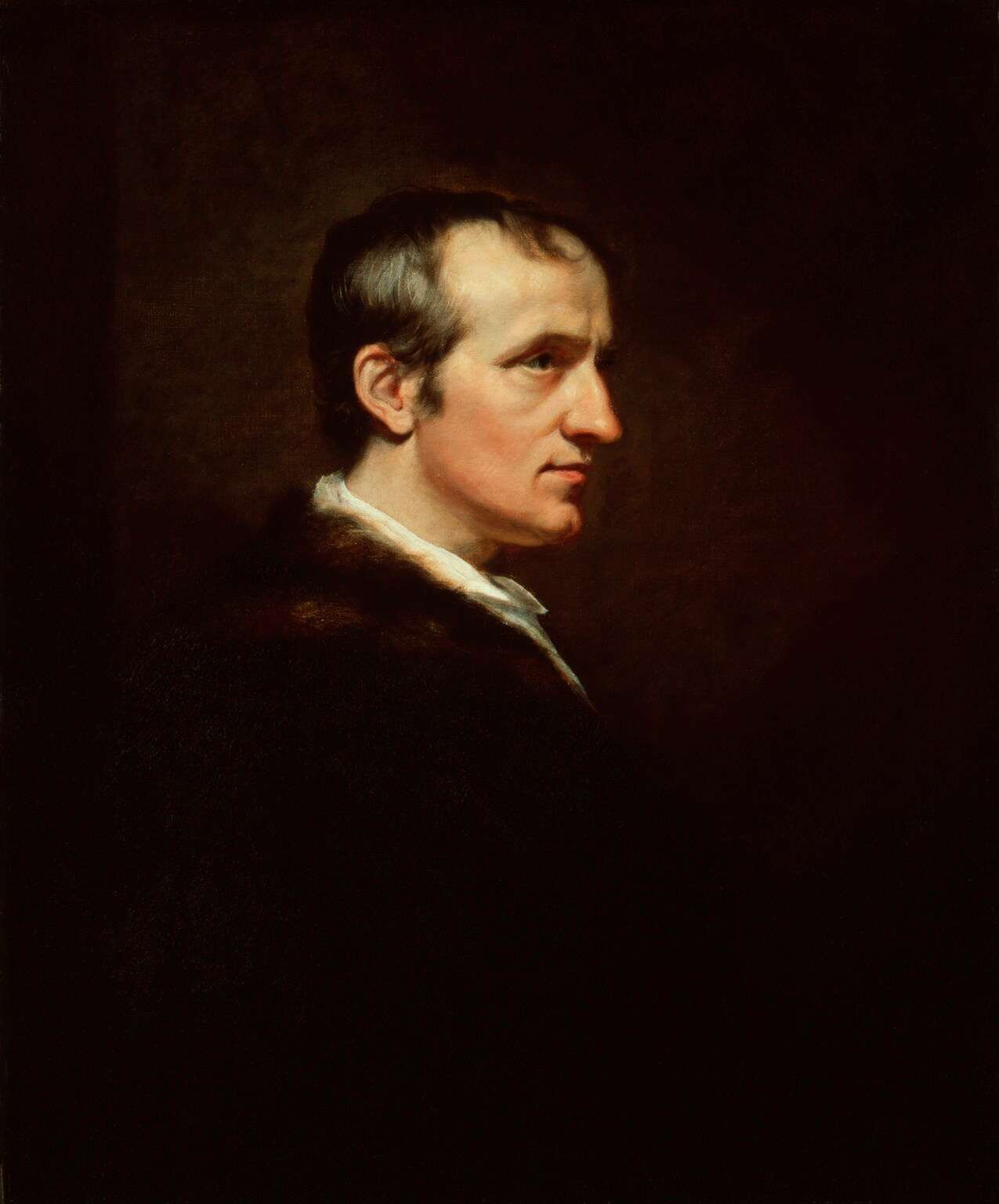
William Godwin, óleo de 1802, en National Portrait Gallery, Londres

William Godwin (1756-1836) fue un individualista anarquista y un anarquista filosófico que estaba influenciado por las ideas del Iluminismo y desarrolló lo que algunos consideran la primera expresión de un pensamiento anarquista. Godwin fue, de acuerdo con Piotr Kropotkin, "el primero en formular la concepción política y económica del anarquismo, aunque él nunca le dio ese nombre a las ideas que desarrolló en su obra." Godwin abogó por un extremo individualismo, proponiendo que toda cooperación en el trabajo fuese eliminada. Godwin fue un utilitarista que creía que no todos los individuos eran de igual valía, ya que algunos somos "de mayor mérito e importancia que otros", dependiendo de nuestra utilidad en generar el bien social. Para Godwin las diferencias entre las personas son debidas a las injusticias sociales, que son perpetuadas por las instituciones humanas. Godwin se oponía a los gobiernos y a toda autoridad porque infringen el derecho individual al juicio individual y privado. Este aspecto de la filosofía de Godwin, con excepción de su faceta utilitarista, fue posteriormente desarrollada por Stirner. Pero al mismo tiempo sus posturas frente a la razón serán enfrentadas, ya que el solipsismo moral de Stirner se contrapone al acatamiento universal de la razón y la justicia que propone Godwin.
El individualismo de Godwin fue tan radicalizado que incluso se oponía al trabajo en conjunto en orquestas, escribiendo en su An Enquiry concerning Political Justice (Una investigación sobre la justicia política) que "todo lo entendido bajo el término cooperación es malo en algún sentido." La única aparente excepción a esta oposición a la cooperación es la asociación espontánea que surgiría cuando la sociedad fuese amenazada por la fuerza y la violencia. Una razón por la que se oponía a la cooperación es que consideraba que interfeririá con las capacidades individuales de favorecer el bien general mayor. Godwin se opuso a la idea de gobierno, pero sostuvo que era necesario un mínimo de gobierno como un "mal necesario" que iría siendo cada vez menos relevante y diluido con el desarrollo del conocimiento. Se expresó como un opositor a la democracia, por temor a la opresión de los individuos por las mayorías (aunque le parecía preferible a una dictadura).
Godwin apoyaba la propiedad privada, definiéndola como "el imperio al cual cada hombre tiene derecho como el producto de su propio trabajo." Con todo, también abogó que los individuos donasen unos a otros la propiedad excedente, en el caso de que alguien necesitasen de ello, proponiendo una economía del don, en lugar del comercio. Así, mientras las personas tienen el derecho a la propiedad privada, "debería" donarla a otros como ilustrados altruistas. Esto estaría fundado en principios utilitaristas. Sin embargo, la benevolencia no tendría que ser forzosa, siendo un asunto concerniente a la esfera de la "conciencia privada". Godwin nunca llegó a proponer una comunidad de bienes o formas de propiedad colectiva como el comunismo, pero su creencia de que los individuos deberían compartir con los necesitados fue una importante influencia en el desarrollo posterior del anarcocomunismo.
Las opiniones políticas de Godwin fueron diversos y no están en un perfecto acuerdo con algunas de las ideologías que reivindican su influencia; escritores del órgano del Socialist Party of Great Britain, el periódico Socialist Standard, consideran a Godwin tanto individualista como comunista; los anarcocapitalistas como Murray Rothbard no consideran a Godwin dentro de la esfera individualista, y se refieren a él como el "fundador del comunismo anarquista"; y el historiador Albert Weisbord lo considera un individualista anarquista sin reservas. Algunos escritores encuentran un conflicto entre la defensa godwiniana del "juicio privado" y el utilitarismo, ya que sostiene que esta ética requiere que los individuos den su propiedad sobrante a otros, resultando en una sociedad igualitaria, pero al mismo tiempo insiste en que todas las cosas deben ser dejadas a la elección individual. Según ha sugerido Kropotkin, las visiones sobre Godwin ha ido variando con el pasar de las épocas.

### Pierre-Joseph Proudhon

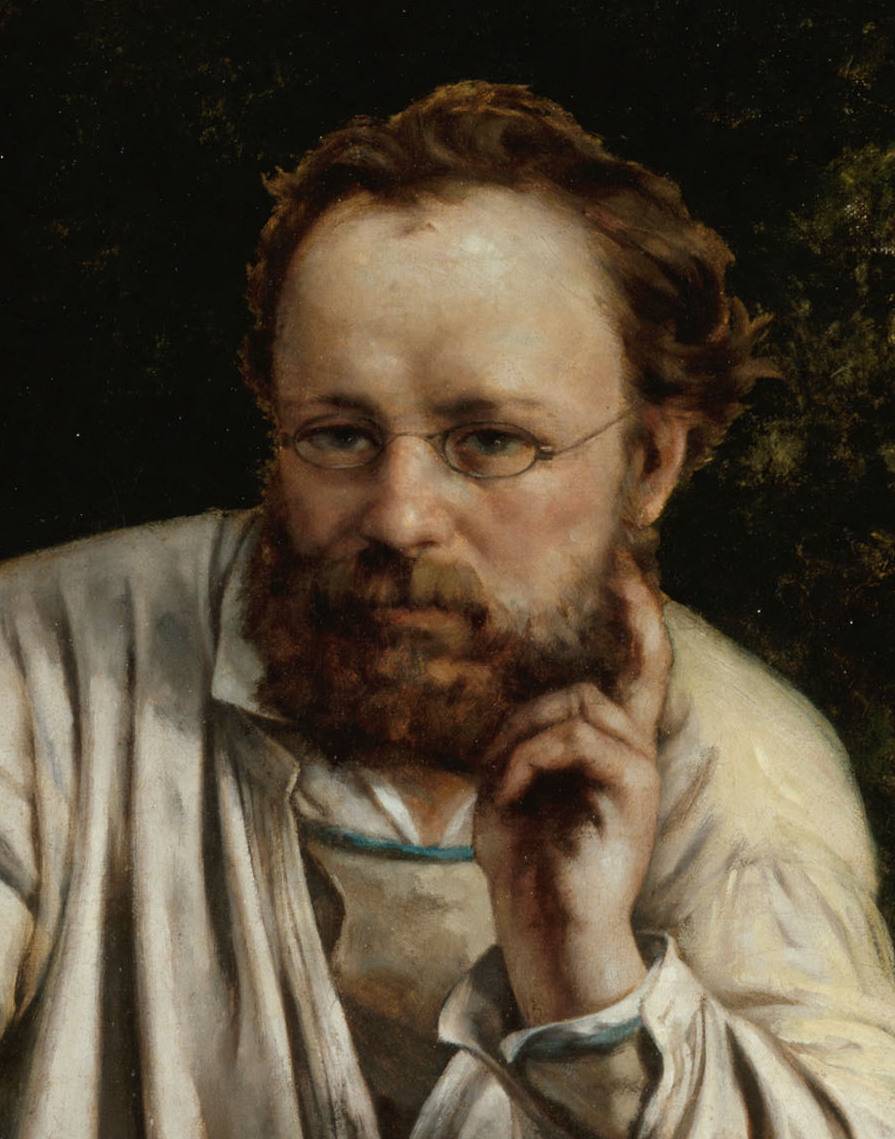
Pierre-Joseph Proudhon (retrato de Courbet)

Pierre-Joseph Proudhon (1809-1865) fue el primer filósofo en autodenominarse «anarquista». Algunos autores consideran a Proudhon como un anarquista individualista, mientras que otros lo consideran como un anarquista societario. Algunos escritores no identifican a Proudhon como un individualista debido a su preferencia por las asociaciones de grandes industrias, antes que por el control individual. Sin embargo, tuvo algunas influencias entre los individualistas de Norteamérica; en las décadas de 1840 y 1850, Charles A. Dana, y William B. Greene introdujeron los trabajos de Proudhon en los Estados Unidos. Greene adaptó el mutualismo de Proudhon al estilo americano y presentó su obra a Benjamin Tucker.
Proudhon se opuso a los privilegios con que el gobierno protegía a los capitalistas, los intereses de la banca y la renta de la tierra, la acumulación y adquisición de la propiedad (y toda forma de coerción para obtenerla), los que creía que obstaculizaba la competencia y mantenía la riqueza en las manos de unos pocos. Proudhon apoyaba el derecho de los individuos a retener el producto del trabajo como propiedad, pero creía que toda propiedad que fuese más allá de lo producido por un individuo y de lo que pudiera poseer para su uso, era ilegítima, más, como explica repetidas veces, no defiende la abolición violenta de la propiedad privada ni de las instituciones que derivan de esta, en cambio, sus ideas se acercaban más a las de la abolición del interés, ganancia, y renta, mediante el mercado libre, aunque se muestra favorable a la creación de un "Banco Mutualista" estatal fundado por un impuesto al capital que compita con los bancos comerciales como una segunda mejor opción. Así, el veía a la propiedad privada tanto esencial a la libertad, como un camino a la tiranía, en el primer caso cuando era necesaria para trabajar y el producto del trabajo, y en el segundo caso cuando era resultado de la explotación (ganancia, interés, renta, impuestos). Generalmente denominaba a la primera como una "posesión" y a la segunda como "propiedad". Para las grandes industrias, apoyó las asociaciones de trabajadores para reemplazar el trabajo asalariado y se opuso a la propiedad de la tierra.
Proudhon sostenía que quienes trabajaban debían conservar la totalidad de lo que producían, y que el monopolio del crédito y la tierra eran las fuerzas que lo impedían. Defendió un sistema económico que incluía la propiedad privada y la posesión y el intercambio mercantil pero sin obtención de ganancias, a lo que denominó como mutualismo. La filosofía de Proudhon fue explícitamente rechazada por Joseph Déjacque en los inicios del anarcocomunismo, cuando en una carta dirigida a Proudhon afirmó que "no es al producto de su trabajo al que el obrero tiene derecho, sino a la satisfacción de sus necesidades, cualquiera fuese su naturaleza." Más cerca del individualismo que del comunismo, Proudhon afirmó que "el comunismo... es muy pernicioso para los fundamentos de la sociedad..." Fue el autor de la famosa frase "la propiedad es un robo" en referencia a su rechazo a los derechos a la propiedad de la tierra que garantizaban la propiedad de quienes no la trabajaban, y paralelamente también fue autor de la frase "la propiedad es libertad".
Luego de que Dejacque y otros rompieran con Proudhon debido a su ulterior apoyo a la propiedad individual y al intercambio económico, la relación de los individualistas, que continuaban en relativo alineamiento con la filosofía de Proudhon, con los anarcocomunistas se caracterizó por diversos niveles de antagonismo y armonía. Por ejemplo, mientras individualistas como Tucker tradujeron y reimprimieron las obras de los colectivistas como Mijaíl Bakunin, por otro lado rechazaban los aspectos económicos del colectivismo y el comunismo como incompatibles con los ideales anarquistas.

### Max Stirner y elegoísmo

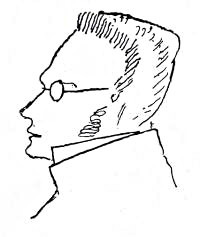
Max Stirner, según un retrato de Friedrich Engels.

Max Stirner, filósofo post-hegeliano del siglo XIX, es una conocida influencia histórica del anarquismo individualista, aun cuando Stirner no era un teórico de la anarquía (filosofía práctica u orden político) sino del ego (psicología, moral).
El libro de Stirner, El único y su propiedad, publicado en 1844, argumentó que la única limitación en el individuo es su poder para obtener lo que él desea. Propone que las comúnmente aceptadas instituciones sociales, incluyendo la noción de Estado, la propiedad como un derecho, los derechos naturales, y en general la noción misma de la sociedad son cosificaciones de la mente.
Stirner comienza afirmando que el centro de toda reflexión, y aun de toda realidad, es el hombre. Sin embargo, no se trata del hombre en general, ni del representante de una Humanidad abstracta, sino del individuo, de "mí mismo" en cuanto "yo" único. El "Único" es único no porque esté relacionado con nada, sino más bien porque él, y sólo él, es el fundamento de toda relación posible. Todo lo que me une a otros, o todo lo que tengo en común con otros, es sólo relativo respecto al carácter absoluto de "mi" unicidad. En suma, la unicidad no parece ser en Stirner ausencia de relación, sino que la relación es ausencia de unicidad.
Stirner proclama que todas las religiones e ideologías se asientan en conceptos vacíos, que superpuestos a los intereses personales (egoístas) de los individuos, revelan su invalidez. Lo mismo es válido para las instituciones sociales que sustentan estos conceptos y que reclamen autoridad sobre el individuo, pretendiendo hacer del individuo un esclavo, servirse de este para su causa egoísta. Lo mismo es válido tanto para el "Dios" de los cristianos como la "Humanidad" o la "Libertad" de los ideólogos modernos, siempre se trata de un ideal. No son más que creencias, fantasmas, pensamientos abstractos destinados a perpetuar el estado de servidumbre y a estar por encima del individuo.
Como opuesto a esto Stirner llama a la conformación de una asociación voluntaria de personas que se opone a la concepción de los grupos y colectivos abstractos y no basados en el ego de los individuos, como son la sociedad, la nación, el Estado o la familia.

## El anarcoindividualismo en EE.UU.

### Orígenes

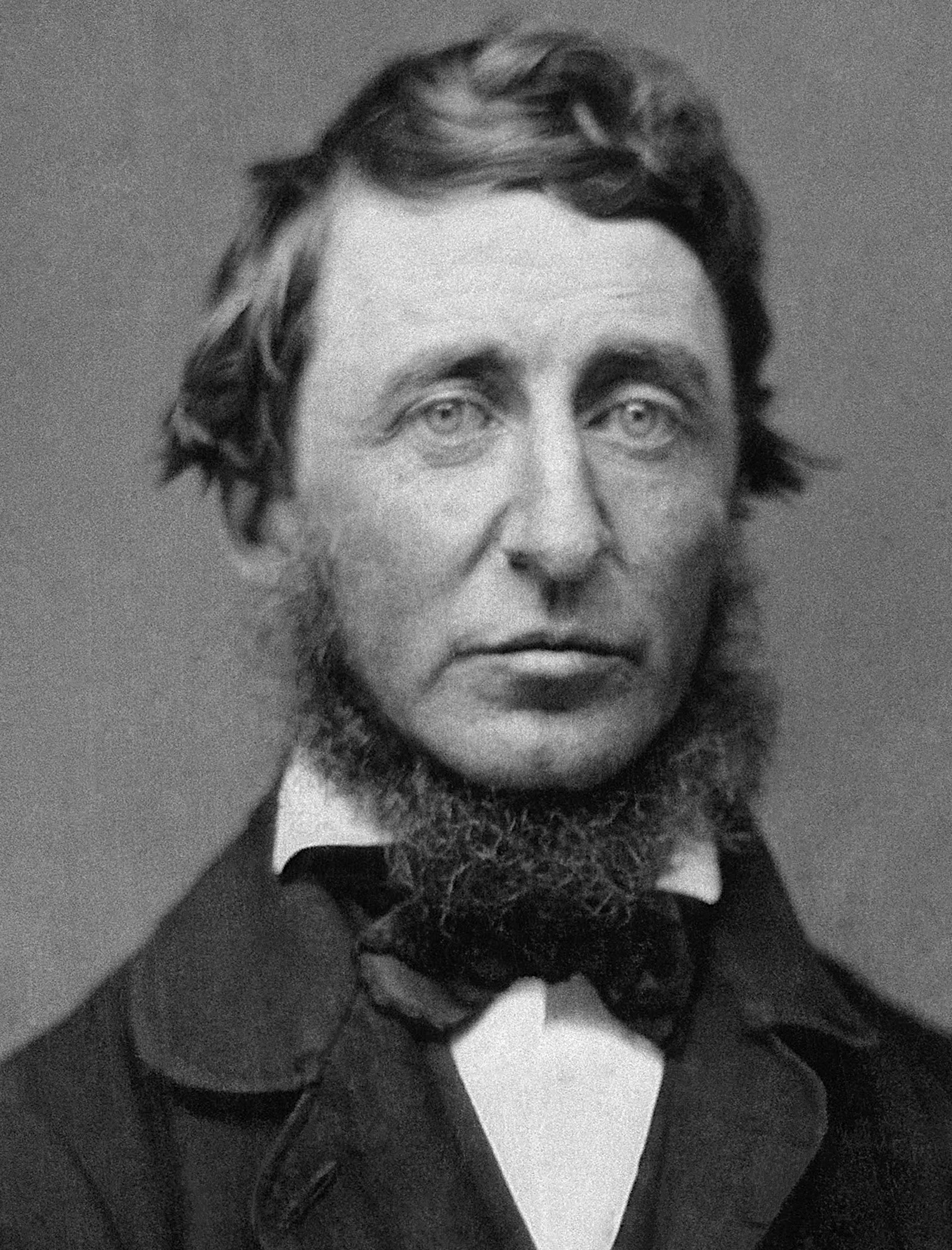
Henry David Thoreau

Henry David Thoreau (1817-1862) fue una importante influencia temprana en el pensamiento individualista de los Estados Unidos y Europa. Escritor estadounidense, poeta, naturalista, contrario a todo impuesto, crítico a la industrialización y el progreso, agrimensor, historiador, filósofo y destacado trascendentalista. Es muy conocido por su libro Walden, una reflexión sobre la vida sencilla en ambientes naturales, y por su ensayo Sobre la Desobediencia Civil, un alegato a favor de la resistencia individual al gobierno civil en oposición moral a una situación de injusticia. Su pensamiento es un temprano antecedente en las ideas del anarquismo ecologista, pero con un énfasis en la experiencia individual del mundo natural, que influenciaría posteriormente al pensamiento de las corrientes naturistas. La idea de un vida sencilla como rechazo a un estilo de vida materialista/consumista y la autosuficiencia eran las metas de Thoreau, y su proyecto por completo se inspiraba en la filosofía trascendentalista.
La versión americana del anarquismo individualista enfatiza fuertemente el principio de no-agresión y la soberanía individual. Algunos anarquistas individualistas, tal el caso de Henry David Thoreau, no hablan de economía sino simplemente del derecho de "desunión" del estado, previendo la gradual eliminación del estado a través de la evolución social. Su anarquismo no solo rechaza al Estado sino a todas las asociaciones organizadas de cualquier tipo, invocando la autosuficiencia individual completa.

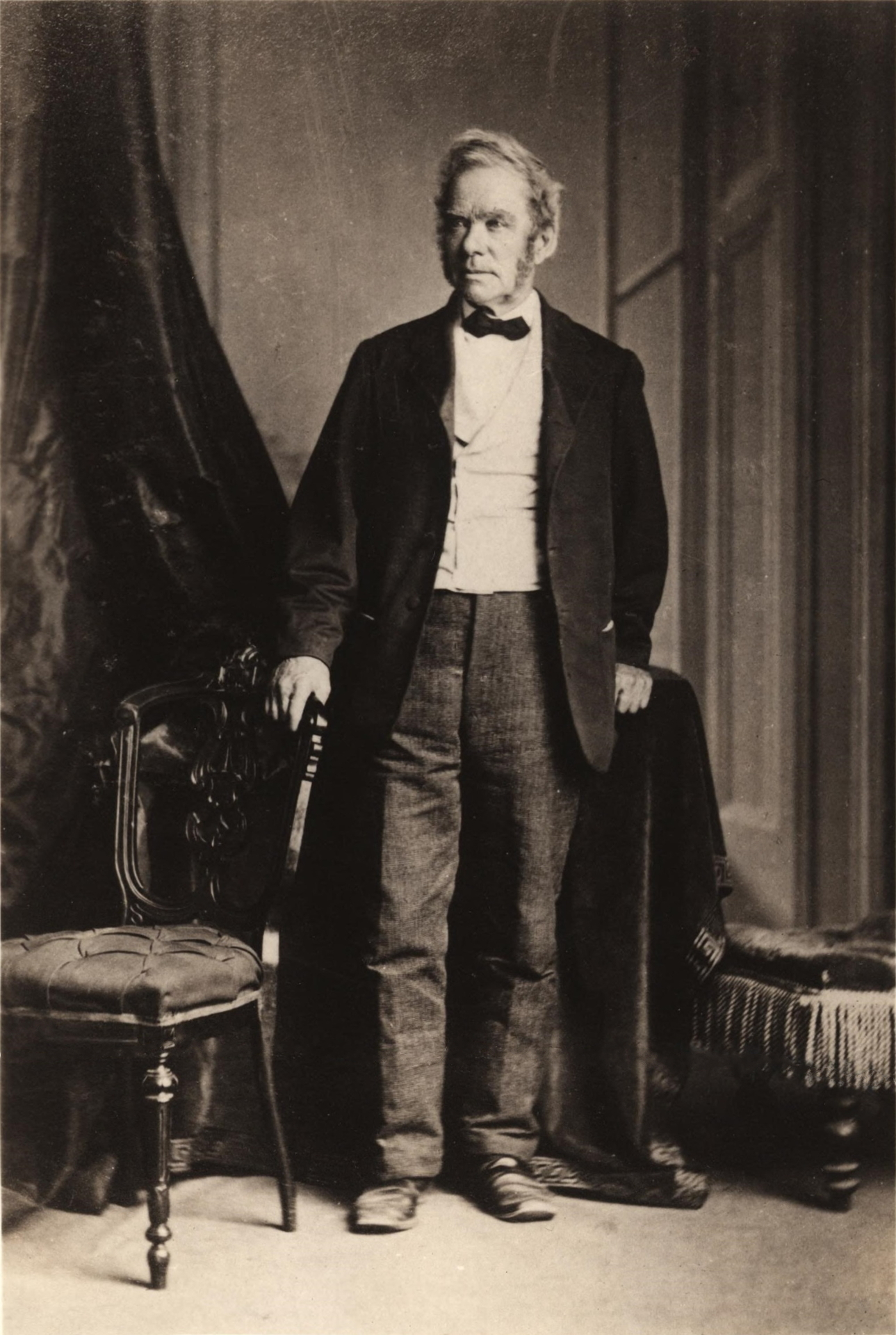
Josiah Warren

Uno de los primeros anarquistas individualistas, también muy influyente, fue Josiah Warren, que había participado en el experimento de "New Harmony", una fracasada comunidad socialista utópica que había patrocinado Robert Owen. Warren llegó a la conclusión de que tal sistema era inferior a aquel que respetase la "soberanía individual" y el derecho a disponer de la propiedad y seguir lo que el propio interés prescriba.
Los dos principales especialistas en la historia del anarquismo individualista angloamericano han sido los libertarios James J. Martin y Wendy McElroy. Según Brian Doherty, muchos de estos pensadores anarquistas del siglo XIX fueron vistos como antepasados filosóficos por el fundador del libertarismo moderno, Murray Rothbard, sin embargo en la actualidad han sido olvidados tanto por el movimiento libertario como por los investigadores de la historia intelectual americana.

### Los anarquistas de Boston

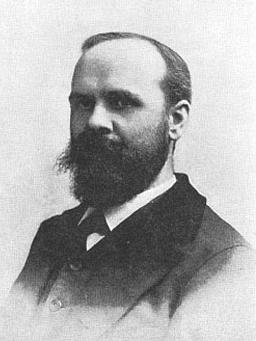
Benjamin Tucker

Benjamin Tucker, y otros anarquistas radicados alrededor del área de Boston, fueron influenciados por Warren, y la interpretación de la teoría del valor del trabajo. Tucker creía era injusto para las personas el recibir mayor renta que los otros cuando habían efectuado un trabajo menor. Tucker afirmó que la solución para que los salarios crecieran hasta su apropiado nivel era que el estado cesase de interferir en la economía y dejara de proteger a los monopolios de la competencia. Igual que Warren, veía que las ganancias obtenidas sin trabajo eran sinónimo de explotación (con la excepción de los regalos y las herencias). Sostenía que prestar dinero en interés involucraba una parte que no trabajaba para el caso del prestamista, por lo que veía a las tasas de interés como una usura. Estas rentas también eran percibidas como algo injusto porque eran ganancias obtenidas sin haber trabajado. Para Tucker y la mayoría de los individualistas americanos contemporáneos, la renta de la tierra solo puede existir debido al "monopolio" y al "privilegio" sostenido por el gobierno, que restringe la competencia en el mercado y concentra la riqueza en las manos de unos pocos. Tucker sostuvo que el control privado de la tierra debería apoyarse solamente en el caso de que el poseedor de la misma la estuviera utilizando, caso contrario estos poseedores tendrían la posibilidad de cobrarle la renta a quienes la estuvieran trabajando y produciendo. Tucker imaginó una sociedad anarquista individualista donde "cada hombre cosechase los frutos de su trabajo y nadie fuese pudiese vivir en la holgazanería gracias a la renta del capital... convirtiéndose en una gran colmena de trabajadores anarquistas, individuos prósperos y libres llevando la producción y distribución al costo." Sin embargo, no todos los anarquistas individualistas tempranos sostuvieron esta filosofía sobre la tenencia de la tierra. Warren y Lysander Spooner no pusieron restricciones a la ocupación y uso de la propiedad. Steven T. Byington también se opuso a las ideas de Tucker sobre los requisitos de ocupación y utilización para la propiedad de la tierra. También apoyaban la propiedad privada intercambiable en un mercado libre. Defendían la protección de la libertad y de la propiedad por medio de agencias privadas, y aprobaban el intercambio de trabajo por salarios.
Algunos "anarquistas de Boston", como Tucker, se autoproclamaron socialistas, un término que denota una amplia significación, por el cual quiso significar el compromiso de resolver "la cuestión laboral" mediante una reforma económica radical.
Según algunas observaciones de teoría económica la imagen de un escenario de «competencia perfecta» de productores homogéneos, y sin shocks tecnológicos, descrito por algunos pensadores del anarquismo individualista del siglo XIX de Boston, y afines, es el resultado de carecer de nociones costo y utilidad marginal (aun no habían conocido la revolución marginalista de la economía) por lo que suponían que era posible tener escenarios económicos de interés cero.

### El egoísmo stirneriano estadounidense
A fines del siglo XIX ocurrió un gran cisma dentro del individualismo estadounidense cuando Tucker y algunos otros abandonaron la teoría de los derechos naturales y se proclamaron egoístas según el modelo la filosofía individualista de Max Stirner.
Entre los anarquistas estadounidenses que adhirieron al egoismo stirneriano están Benjamin Tucker, John Beverley Robinson, Steven T. Byington, Hutchins Hapgood, James L. Walker, Victor Yarros y E.H. Fulton. John Beverley Robinson escribió un ensayo llamado "Egoism" en el cual afirma que el "egoismo moderno, tal como es propuesto por Stirner y Nietzsche, y expuesto por Ibsen, Shaw y otros...es la realización por el individuo que...ellos son los unícos individuos.
"Algunos periódicos fueron sin dudas influenciados por la presentación de Liberty del egoismo. Estos incluyeron: I publicado por C.L. Swartz, editado por W.E. Gordak y J.W. Lloyd (todos asociados de Liberty); The Ego y The Egoist, los dos editados por Edward H. Fulton. Entre las publicaciones europeas que Tucker seguía estaban la alemana Der Eigene, editada por Adolf Brand, y The Eagle y The Serpent, editados desde Londres.
Las formas del anarquismo individualista anti-organizacional italiano fueron llevadas a los Estados Unidos por individualistas nacidos en Italia como Giuseppe Ciancabilla y otros que llamaban a la violenta propaganda por el hecho allí. El historiador anarquista George Woodcock reporta el incidente en el cual el importante anarcocomunista italiano Errico Malatesta se encontró envuelto "en una disputa con los anarquistas individualistas de Paterson, quienes insistían que el anarquismo implicaba ninguna organización, y que todo hombre debe actuar solamente bajo sus impulsos."
En Nueva York el stirneriano exiliado italiano Enrico Arrigoni editó la publicación anarcoindividualista ecléctica Eresia en 1928 y posteriormente será un miembro a largo plazo del Libertarian Book Club en esa misma ciudad.

### Anarcocapitalismo

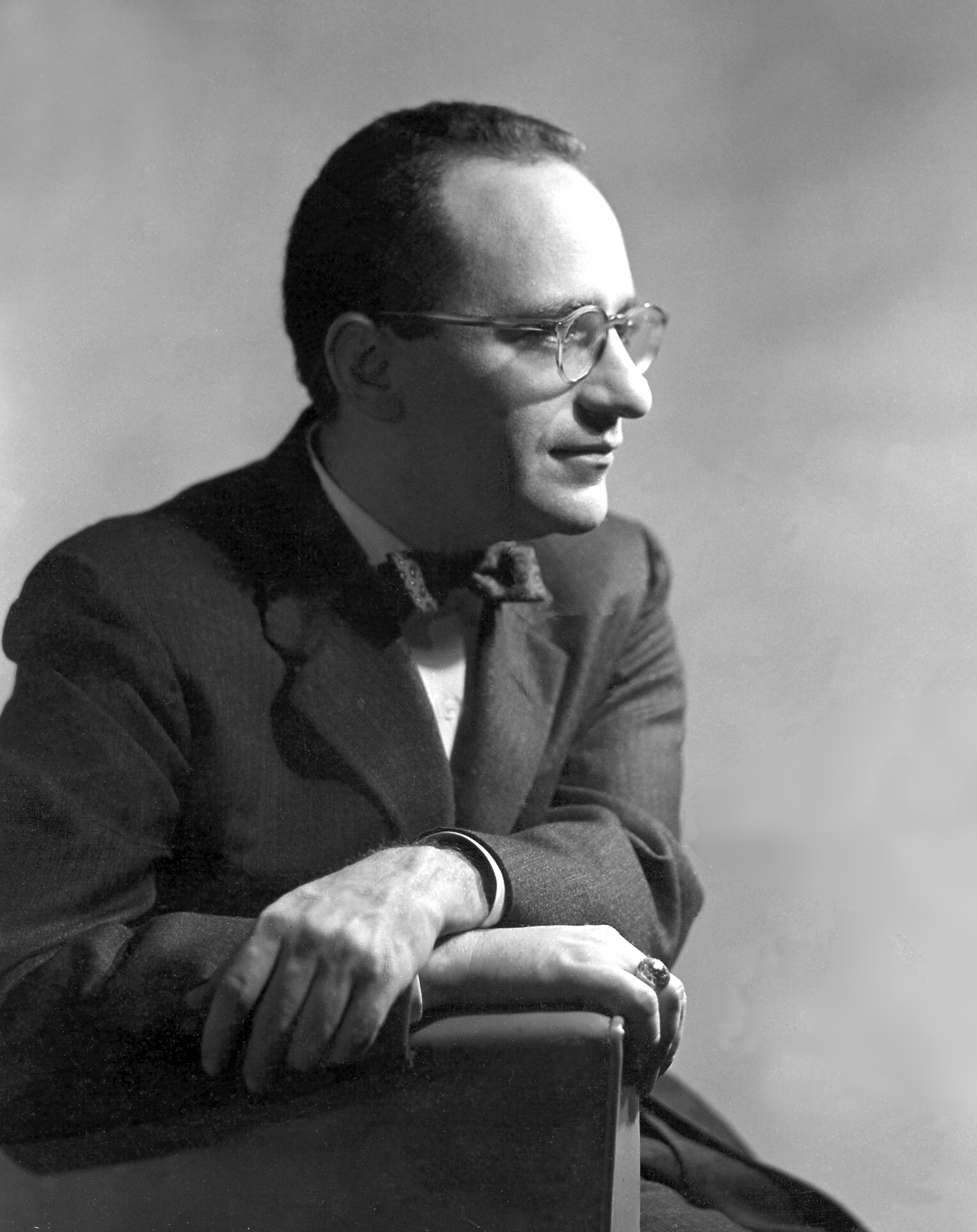
(Rothbard circa 1955).

El anarcocapitalismo es una filosofía propietarista que considera a la propiedad privada como un derecho natural o como un derecho moral, comenzando por el derecho a la propiedad de uno mismo. Hay varios justificativos filosóficos para el anarcocapitalismo, iusnaturalistas y consecuencialistas principalmente. Así también existen algunas variantes de anarcocapitalismo como el paleolibertarismo, el agorismo o el feminismo individualista, entre otros. Los anarcocapitalistas no se oponen en principio a la propiedad colectiva cuando sus propietarios lo consienten voluntariamente mediante un mutuo acuerdo o contrato.
El anarquismo individualista del siglo XIX propugnaba la teoría del valor trabajo. Algunos autores consideran que el moderno pensamiento anarcocapitalista —tal es el caso de Murray Rothbard— es el resultado simplemente de eliminar la teoría del valor del trabajo de las ideas individualistas americanos decimonónicos; remontando sus orígenes al economista liberal Gustave de Molinari. Como la teoría económica cambió, la popularidad de la teoría del trabajo de los economistas clásicos fue reemplazada por la teoría del valor subjetiva de los economístas neo-clásicos. En la actualidad, en relación con su producción teórica e influencia política, ha llegado a convertirse en la corriente más representativa del anarquismo individualista.
Murray Rothbard, un alumno de Ludwig von Mises, combinó la Escuela austríaca de economía de su maestro con una visión absolutista de los derechos humanos y el rechazo al Estado, que había incorporado al estudiar a los individualistas anarquistas americanos del siglo XIX, como Lysander Spooner y Benjamin Tucker.
Rothbard define el anarquismo como «un sistema que provee sanción no legal para la agresión (contra la persona y propiedad)» y dijo que «lo que el anarquismo se propone hacer, entonces, es abolir el Estado, es decir, la abolición de la institución regularizadora de la coerción agresiva». En una entrevista con New Banner, Rothbard afirmó que «el capitalismo es la máxima expresión del anarquismo, y el anarquismo es la máxima expresión del capitalismo».

## Anarquismo individualista europeo
El individualismo anarquista fue una de las tres principales corrientes anarquistas en Rusia, junto a las más prominentes del anarcocomunismo y el anarcosindicalismo. Los integrantes del individualismo anarquista ruso fueron predominantemente de la intelectualidad y la clase obrera.
Entre los principales individualistas anarquistas europeos se encuentran Max Stirner, Albert Libertad, Shmuel Alexandrov, Anselme Bellegarrigue, Émile Armand, Enrico Arrigoni, Lev Chernyi, John Henry Mackay, James L. Walker,Dora Marsden, Auberon Herbert, Wordsworth Donisthorpe, Henry Meulen, Henry Bool, Han Ryner, Renzo Novatore, y en la actualidad Hans-Hermann Hoppe, Anthony de Jasay, Jorg Guido Hulsmann, Jesús Huerta de Soto, Carlo Lottieri, Pierre Lemieux, o Michel Onfray. Dos autores influyentes en el individualismo anarquista europeo fueron Friedrich Nietzsche y Georges Palante.
El individualismo anarquista europeo tiene su raíz en el pensamiento de Godwin, Proudhon, Spencer y Stirner.

### Mutualismo
El mutualismo es una corriente de pensamiento anarquista que se remonta a las ideas de Pierre-Joseph Proudhon, que imaginaba una sociedad en la cual cada persona pudiera poseer los medios de producción, individual o colectivamente, con intercambios que representasen cantidades de trabajo equivalentes en un mercado libre. Incorporado al esquema, iba establecido un banco mutualista de crédito, que prestaría a los productores con un mínimo recargo de interés para cubrir los costos administrativos. El mutualismo se basa en la Teoría del valor-trabajo que postula que cuando el trabajo o sus productos son intercambiados o vendidos, deben recibirse bienes o servicios incorporando "la cantidad de trabajo necesario para producir un artículo de la misma e igual utilidad". Algunos mutualistas creen que si el Estado no interviniera como resultado de un aumento de la competencia en el mercado, los individuos no recibirían más ingresos que aquellos en proporción al trabajo empleado. Los mutualistas se oponen a que los individuos obtengan beneficios mediante préstamos, inversiones y rentas, ya que consideran a estos como no-trabajadores. Algunos argumentan que si cesara la intervención estatal, estas formas de obtención de ganancias desaparecerían debido al aumento de competencia en capital. Aunque Proudhon se opuso a este tipo de ingresos, expresando: "... Nunca quise decir que... había que prohibir o suprimir, por decreto, la renta de la tierra y el interés sobre el capital. Yo creo que todas estas formas de actividad humana deberían quedar libres y opcionales para todos."
En la medida en que se asegure a los trabajadores el derecho al total del producto de su trabajo, los mutualistas aceptan el mercado y la propiedad privada sobre el producto del trabajo. Sin embargo, están a favor de títulos condicionales para la propiedad de la tierra, cuya propiedad solo se vería legitimada mientras durase el uso o la ocupación de la misma (a lo que Proudhon llamaba posesión)  El mutualismo de Proudhon incluye cooperativas de trabajadores y asociaciones laborales porque "sin ellas, se establecerían relaciones entre subordinados y superiores, de lo que se seguirían dos... castas de amos y obreros asalariados, lo cual repugna a una sociedad libre y democrática", por lo que entonces "se hace necesario para los obreros conformar por sí mismos asociaciones democráticas, con iguales condiciones para todos sus miembros, so pena de recaer en el feudalismo."
Los mutualistas, siguiendo a Proudhon, se consideraban originalmente como socialistas libertarios, pero en la actualidad algunos han abandonado la teoría del valor-trabajo. Los mutualistas se han diferenciado del socialismo de estado y no propugnan el control de los medios de producción.

### Anarconaturismo

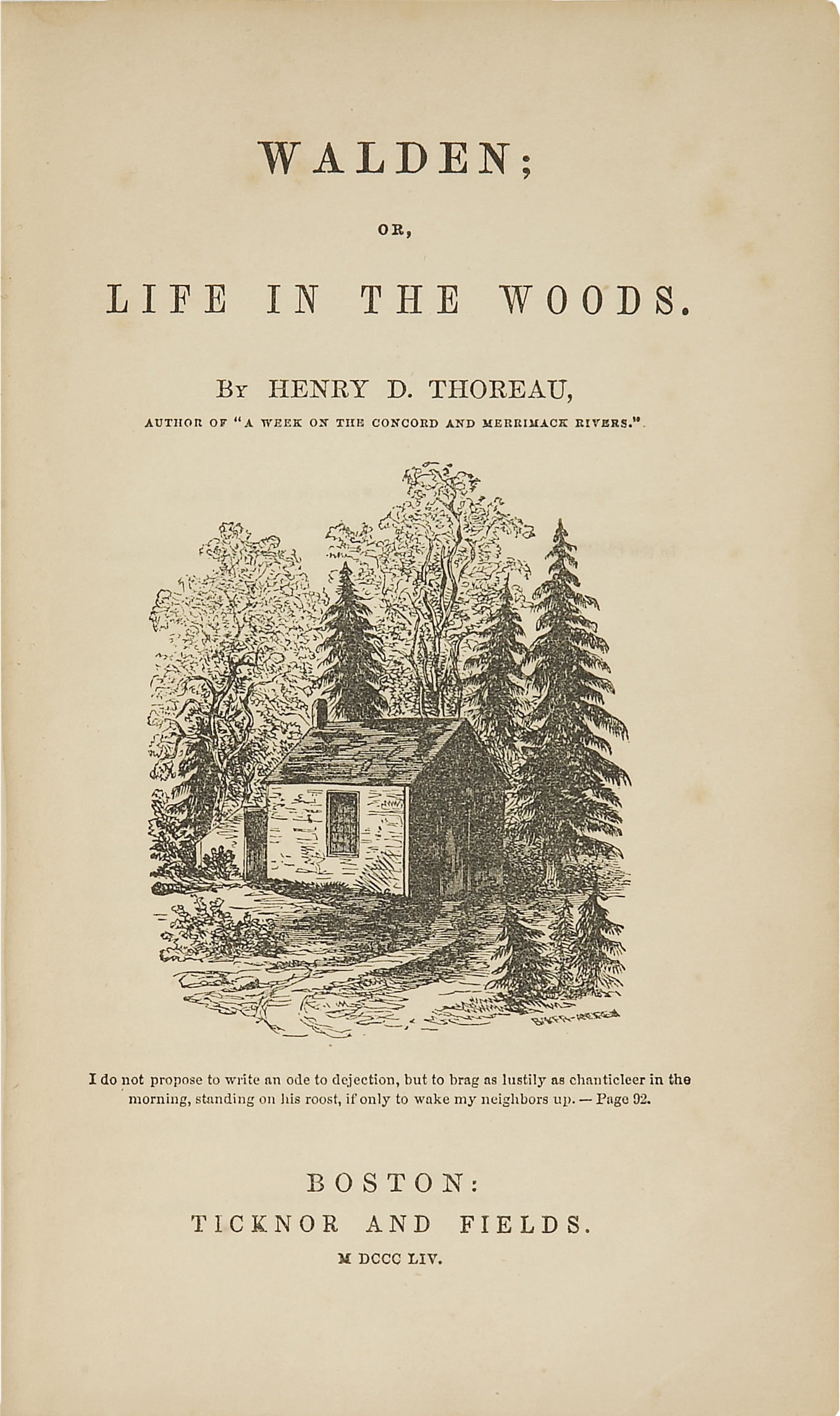
Walden por Henry David Thoreau, influencial escrito ecoanarquista temprano

Otra importante corriente especialmente dentro de los grupos anarcoindividualistas franceses y españoles fue el naturismo. El naturismo promovía un punto de vista ecologista, pequeñas comunas ecológicas, y más prominentemente el nudismo como una forma de evitar la artificialidad de la sociedad industrial de masas. Los anarcoindividualistas naturistas veían al individuo en sus aspectos biológicos, físicos y psicológicos y trataban de evitar las determinaciones sociales: "El individuo es visto en su dimensión biológica -física y psíquica- dejándose la social".
Una importante influencia temprana en esta línea fue el estadounidense Henry David Thoreau y su famoso libro Walden. Importantes promotores anarcoindividualistas franceses del anarconaturismo fueron Henri Zisly y Emile Gravelle los cuales colaboraron en publicaciones como La Nouvelle Humanité followed by Le Naturien, Le Sauvage, L'Ordre Naturel, y La Vie Naturelle.

### Ilegalismo e insurreccionalismo
El ilegalismo es una corriente anarquista que se desarrolló primeramente en Francia, Italia, Bélgica y Suiza durante la primera década del siglo XX, como un desprendimiento del individualismo stirneriano. Los ilegalistas normalmente no trataban de encontrar una base moral para justificar sus acciones; la mayor parte de los actos ilegalistas fueron hechos simplemente para satisfacer sus necesidades y deseos personales, no siempre fueron como medios para alcanzar fines más elevados, aunque algunos cometieron crímenes dentro de lo que se conoció como propaganda por el hecho.  Los ilegalistas fueron partidarios tanto de la acción directa, como de la propaganda por el hecho.
Influenciados por el teórico Max Stirner (filósofo del egoísmo) así como por la frase de Proudhon ("la propiedad es un robo"), Clément Duval y Marius Jacob propusieron la teoría de la reprise individuelle (ver Expropiación individual).

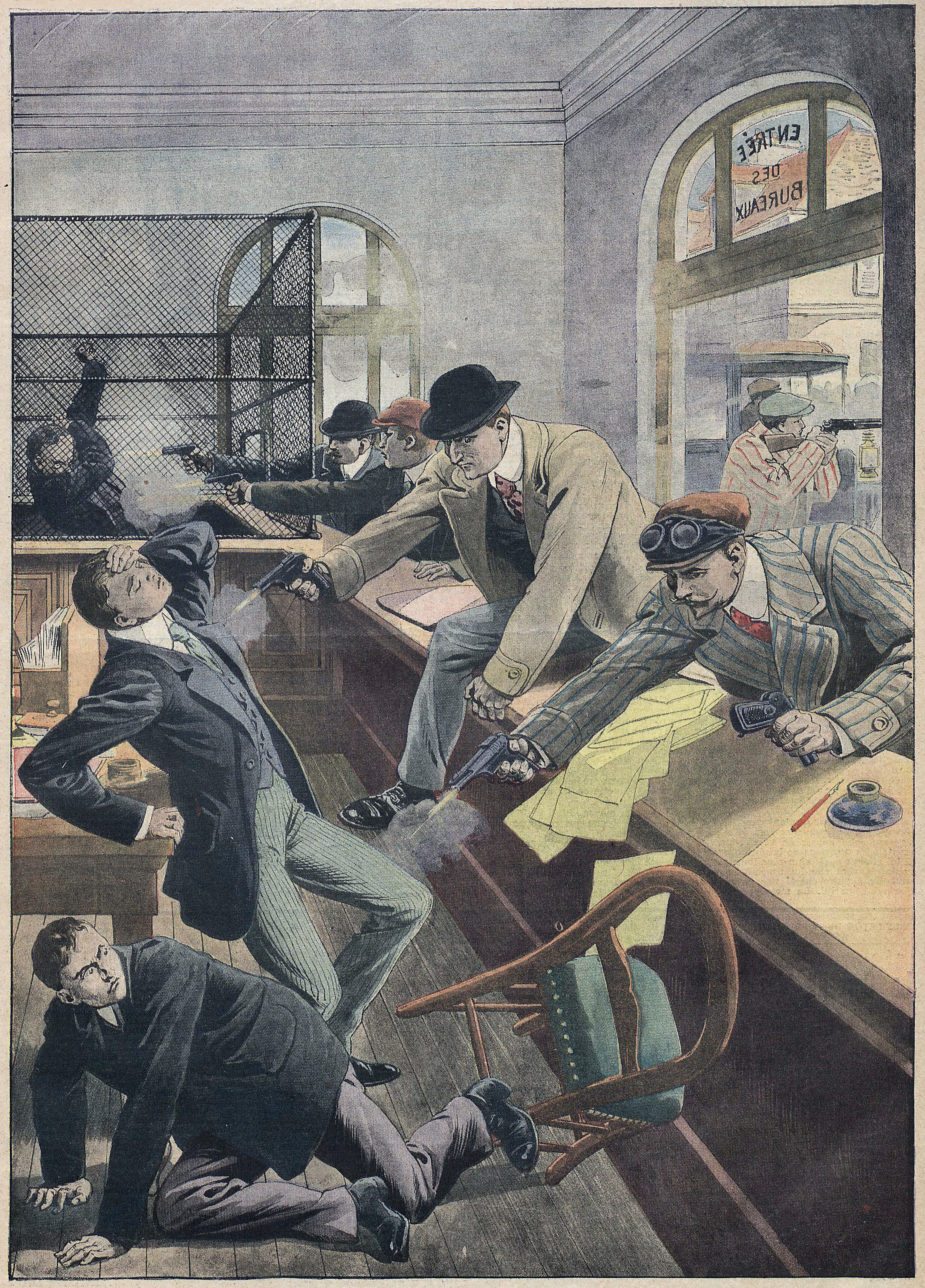
La banda de Bonnot asaltando la agencia de Chantilly, según el suplemento ilustrado del Petit Journal

El ilegalismo alcanzó primero prominencia en la generación de europeos inspirados en las tensiones sociales de la década 1890, durante la cual Ravachol, Émile Henry, Auguste Vaillant, y Sante Geronimo Caserio cometieron desafiantes crímenes en nombre del anarquismo, dentro del marco de la propaganda por el hecho. La banda francesa de asaltantes de Jules Bonnot fue el más famoso grupo en practicar el ilegalismo.
El anarquismo insurreccionalista actual es heredero del antiorganizacionismo italiano y del ilegalismo francés de inicios del siglo XX. Esta corriente presenta algunas influencias individualistas, aunque también puede ser considerado como parte del anarquismo post-izquierda. Conciben las relaciones individuales sobre la base de grupos de afinidad, que no sacrifiquen la autonomía individual, autodefiniéndose como “un movimiento colectivo de realización individual”. El principal teórico del insurreccionalismo es el italiano Alfredo M. Bonanno, autor de varios escritos donde expone los principales argumentos de esta corriente. Otros autores insurreccionalistas son Constantino Cavalleri Wolfi Landstreicher y Killing King Abacus El individualismo insurreccionalista reciente ha recibido influencias de la crítica posmoderna a la modernidad; a su vez, realiza una crítica a las organizaciones permanentes en el anarquismo clásico y el anarcosindicalismo
El insurreccionalismo se ha desarrollado principalmente en Italia, España, Grecia y Estados Unidos, y ha adquirido cierta notoriedad por algunas acciones directas violentas en Europa, y por la participación disruptiva en el movimiento antiglobalización. El anarcoinsurrecionalista italiano Michele Fabiani escribe desde una postura anarcoindividualista en ensayos como Critica individualista anarchica alla modernità.

### Francia
A partir del legado de Proudhon y Stirner surgió una fuerte tradición de anarquismo individualista francés. Una de las primeras influencias fue Anselme Bellegarrigue. Partícipe de la revolución francesa de 1848, fue el autor y editor de Anarchie, Journal de l'Ordre y de Au fait ! Au fait ! Interprétation de l'idée démocratique y escribió un precoz Manifiesto Anarquista en 1850. Autonomie Individuelle fue una publicación anarcoindividualista que existió desde 1887 a 1888. Fue editada por Jean-Baptiste Louiche, Charles Schæffer y Georges Deherme.

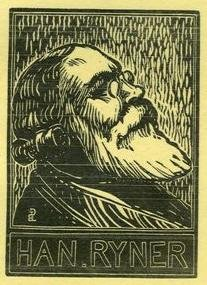
Han Ryner

Posteriormente esta tradición continuó con intelectuales como Albert Libertad, André Lorulot, Émile Armand, Victor Serge, Zo d'Axa y Rirette Maitrejean desarrollando la teoría en el principal periódico anaqruista en Francia, L’Anarchie en 1905. Por fuera de esta publicación, Han Ryner escribió un Petit Manuel individualiste (1903).
El individualismo anarquista francés presentaba una diversidad de posiciones, por ejemplo, con respecto a la violencia y la no violencia, entre otros tópicos. Emile Armand rechazaba la violencia y apoyaba al mutualismo favoreciendo la teoría del valor subjetivo, mientras que además era un célebre propagandista del amor libre, pero en cambio Albert Libertad y Zo d’Axa fueron influyentes en círculos que aceptaban los métodos violentos al estilo de la propaganda por el hecho, además de adherir al comunitarismo o al anarcocomunismo y rechazar el trabajo. Por otro lado, Han Ryner conciliaba el anarquismo con el estoicismo. No obstante, los círculos individualistas franceses tenían un marcado sentido de la libertad individual y de la experimentación. El naturismo y el amor libre fueron materias con una fuerte influencia en estos círculos individualistas, expandiéndose al resto de los anarquistas, incluso llegando a surgir entre los individualistas españoles.

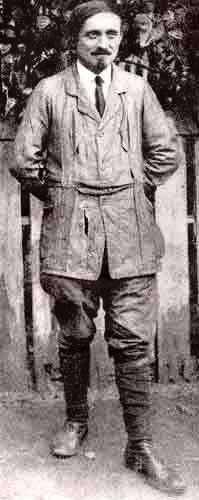
Émile Armand, anarcoindividualista francés y propagandista del amor libre

Emile Armand llamaba a vivir bajo las condiciones y formas propias deseadas en el presente, revelándose contra el condicionamento social en la vida cotidiana y por medio del vivir con aquellos que se tiene una afinidad grupal a uno en acuerdo con los valores y los deseos que se comparte. El afirma que el anarquista individualista es un "presentista" y que "el no podría, sin mal razonamiento o uno ilógico, pensar en el sacrificar su ser, hasta la venida de un estado de cosas que el no disfrutaría inmediatamente".
"En este sentido, las posiciones teóricas y las experiencias vitales del individualista francés son profundamente iconoclastas y escandalosas, incluso entre buena parte de los medios libertarios. La reivindicación del naturismo nudista, la defensa a ultranza de los medios anticoncepcionales, la idea de “uniones de egoístas” con la finalidad exclusiva de la práctica sexual (camaradería amorosa), que tratará de poner en práctica, no sin dificultades, marcarán su forma de pensar y actuar, y propiciará admiración entre unos, y un fuerte rechazo entre otros."
Después de la Segunda Guerra Mundial anarcoindividualistas francés agrupados junto con Emile Armand, publican L’Unique. L’Unique se publicó desde 1945 a 1956 con un total de 110 números.

### Italia
En Italia el anarquismo individualista tenía una fuerte tendencia hacia el ilegalismo y la violencia, mediante la propaganda por el hecho, similar al anarquismo individualista francés, pero quizás algo más extremo. En este aspecto podemos tener en consideración los notorios magnicidios llevados a cabo por los individualistas Giovanni Passannante, Sante Caserio, Michele Angiolillo, Luigi Luccheni, Gaetano Bresci que ejecutó al rey Umberto I. Caserio vivió en Francia, siendo contemporáneo del ilegalismo francés; posteriormente asesinó al presidente de la república francesa Sadi Carnot. Las raíces teóricas del actual anarquismo insurreccionalista pueden ser rastreadas hasta fines del siglo XIX, combinando el criticismo del individualismo italiano a las organizaciones y asociaciones permanentes, con una visión socialista clasista. Durante el ascenso del fascismo este pensamiento fue el motivador para que Gino Lucetti, Michele Schirru y Angelo Sbardellotto trataran de eliminar mediante un atentado a Benito Mussolini.

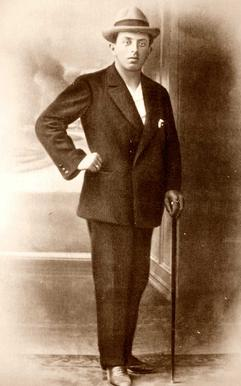
Renzo Novatore

En el anarcocomunismo italiano existió también una vertiente individualista basada en las ideas de Kropotkin, conocida como antiorganizacionista, cuyo individualismo se basaba en cuestiones de táctica y organización, aunque no difería demasiado en su propuesta final de otras tendencias comunistas. En los inicios del siglo XX fue importante el trabajo intelectual de Renzo Novatore que estaba influenciado por Stirner, Friedrich Nietzsche, Georges Palante, Oscar Wilde, Henrik Ibsen, Arthur Schopenhauer y Charles Baudelaire. Colaboró en numerosos periódicos anarquistas y participó en las corrientes futuristas de vanguardia. Su pensamiento se alineaba con el irrespeto stirneriano a la propiedad privada, solamente reconociendo la propiedad sobre el propio espíritu.
Novatore colaboró en la publicación individualista Iconoclasta! junto al joven stirneriano e ilegalista Bruno Filippi Novatore perteneció a la tendencia izquierdista del movimiento vanguardista del futurismo junto a otros anarcoindividualistas futuristas como Dante Carnesecchi, Leda Rafanelli, Auro d'Arcola, y Giovanni Governato. También Pietro Bruzzi editó la publicación L'Individualista en los 1920s junto con Ugo Fedeli y Francesco Ghezzi pero dicha publicación fue suprimida por el nuevo gobierno fascista. Pietro Bruzzi también colaboró con la publicación Eresia de Nueva York editada por Enrico Arrigoni
Después de la Segunda Guerra Mundial 1945 durante el Congreso Fundador de la Federación Anarquista Italiana existe la presencia de anarcoindividualistas liderados por Cesare Zaccaria. Después durante el IX Congreso de la Federación Anarquista Italiana en Carrara de 1965 un grupo decide separarse de la Federación para posterioriormente crear el Gruppi di Iniziativa Anarchica. En los setenta estaba mayoritariamente "nutrida sobre todo de veteranos anarcoindividualistas de orientación pacifista, naturista, etcétera defiende la autonomía personal y rechaza a rajatabla toda forma de intervención en los procesos del sistema, como sería por ejemplo el sindicalismo. Su portavoz es L'Internazionale con sede en Ancona.".

### España
España recibió influencias del individualismo anarquista estadounidense, pero estuvo más vinculado con las corrientes francesas. Al inicio del siglo XX el individualismo en España tomó auge gracias a los esfuerzos de hombres como Dorado Montero, Ricardo Mella, Federico Urales, Miguel Giménez Igualada y J. Elizalde, traduciendo a los individualistas franceses y americanos. Importantes en este sentido fueron publicaciones periódicas como La Idea Libre, La Revista Blanca, Ética, Iniciales, Al margen y Nosotros. Los pensadores que más influyeron en el individualismo hispano fueron Stirner, Emile Armand y Han Ryner. Al igual que en Francia, la difusión del esperanto tuvo su importancia, lo mismo que movimientos culturales como el naturismo y el amor libre. Tiempo después, los propios Armand y Ryner hicieron sus contribuciones para la prensa individualista española. La idea de Armand de "camaradería amorosa" tuvo un rol importante en la liberación sexual y la realización individual.
La prensa anarcoindividualista española era leída ampliamente por miembros de grupos anarcocomunistas y por miembros de la central anarcosindicalista CNT. También en sí prominentes anarcoindividualistas como Federico Urales y Miguel Giménez Igualada fueron miembros de la CNT y el anarcoindividualista J. Elizalde fue miembro fundador y primer secretario de la Federación Anarquista Ibérica.
En la actualidad, académicos de la escuela austríaca como Jesús Huerta de Soto y varios analistas del Instituto Juan de Mariana son exponentes de la herencia de la filosofía del anarquismo individualista manifestada en el anarcocapitalismo. El anarcocapitalismo español, como particularidad, recoge la tesis de Murray Rothbard de que la Escuela de Salamanca en el Siglo de Oro es un precedente filosófico, jurídico y económico remoto de algunas tesis libertarias.

### Alemania

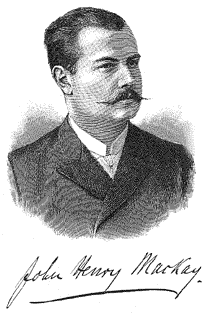
John Henry Mackay

En Alemania el más importante propagandista de los ideales del individualismo anarquista fue el germano-escocés John Henry Mackay. Fusionó el egoísmo de Stirner, a quien además descubrió como anarquista, con las posiciones de Benjamin Tucker y fue quien tradujo al alemán a este último. Dos textos semi-ficcionales de su autoría, Die Anarchisten y Der Freiheitsucher, contribuyeron a la teoría individualista actualizando las temáticas egoístas en la consideración del movimiento anarquista. Traducciones al inglés de estos trabajos llegaron al Reino Unido y a los círculos individualistas estadounidesnses liderados por Tucker.  MacKay es también conocido como uno de los primeros activistas importantes de Europa por los derechos de los LGBT.

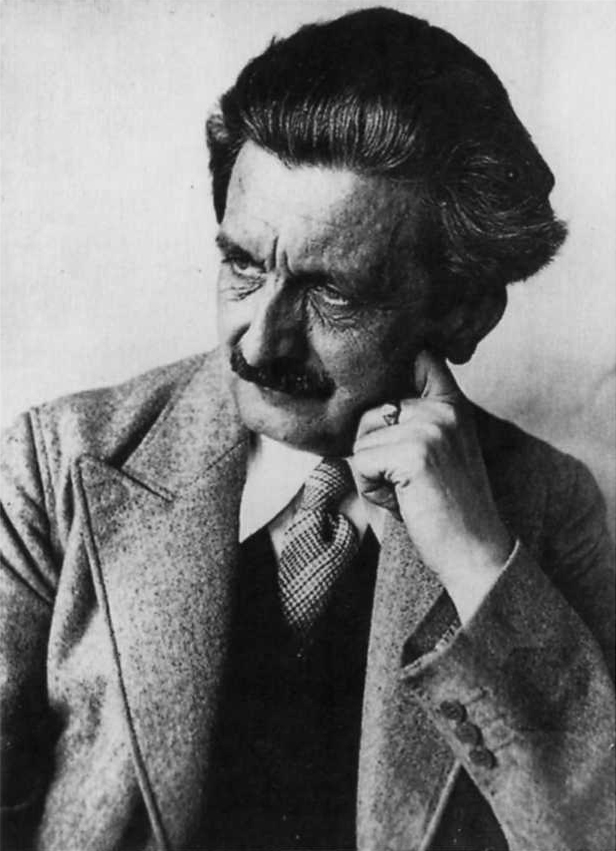
Adolf Brand

Adolf Brand fue un anarquista stirneriano y uno de los primeros activistas homosexuales y el primero en el mundo en editar de forma regular una revista para homosexuales llamada Der Eigene (1896-1932). El nombre se remonta a la obra de Max Stirner Der Einzige und sein Eigentum (El único y su propiedad). El subtítulo era Monatsschrift für Kunst und Leben (Revista mensual sobre el arte y la vida). En los primeros números también trataron temas como la filosofía de Stirner y el anarquismo, temas que apenas aparecieron en los siguientes años. Der Eigene contenía a partir de 1898 principalmente poemas, prosa, fotos de desnudos y dibujos. Los principales colaboradores fueron Benedict Friedlaender, Klaus y Thomas Mann, Theodor Lessing, Erich Mühsam, Fidus y Sascha Schneider.
En ese país también apareció la publicación Der Einzige (1919-1925), editada por los primos Anselm Ruest (pseud. de Ernst Samuel) y Mynona (pseud. de Salomo Friedlaender). El título de la publicación proviene del nombre en alemán del libro de Stirner Der Einzige und sein Eigentum. La publicación también estaba influenciada por Friedrich Nietzsche y estaba conectada a la expresión artística del expresionismo y la transición desde esta hacia el dada
Anarcoindividualista alemanes contemporáneos son Hans-Hermann Hoppe y Jörg Guido Hülsmann.

### Rusia
Uno de los primeros antecedentes del anarquismo individualista ruso fue el movimiento nihilista de la década de 1860, quienes rechazaban toda autoridad y la moralidad burguesa. Tras el asesinato del zar Alejandro II en 1881, los nihilistas fueron conocidos por toda Europa como partidarios de la violencia como medio para alcanzar cambios políticos.
El anarquismo individualista en Rusia, además fue muy influenciado por las ideas de Stirner y Nietzsche, y estuvo muy asociado a la bohemia intelectual y artística, así como a sectores marginados; también existió una tendencia inspirada en Tolstoi, de carácter pacifista y raíz cristiana. Durante los años previos e inmediatos a la Revolución rusa de 1905, el individualismo anarquista -aunque no fue la única tendencia anarquista que hizo uso del terrorismo- se expresó en numerosos atentados y asesinatos, que los convertirían en los héroes del campesinado y los marginados.
A pesar de su fuerte tendencia antiorganizacionista, varios grupos de anarquistas rusos integraron la Confederación Nabat, junto con anarcocomunistas y anarcosindicalistas. Los anarquistas individualistas rusos combinaban las teorías individualistas clásicas europeas, con el comunismo, el nihilismo y el populismo, conformando a veces teorías eclécticas, como el inter-individualismo de los hermanos Bratia y Abba Gordin, autores del Manifiesto Panarquista de Moscú (1918). Un importante individualista anarquista fue el poeta Lev Chernyi, comprometido en la resistencia contra la escalada de poder del Partido Bolchevique. Adhirió principalmente a la filosofía de Stirner y las ideas de Tucker. Murió probablemente fusilado o bajo torturas luego de ser detenido por la Cheka, acusado de haber participado en un atentado con explosivos contra la sede del Partido Comunista de Moscú. Se cree que no estuvo involucado en el hecho del que se le acusó. Tras la toma del poder por los bolcheviques, la persecución, la represión y el exilio dieron un golpe mortal al anarquismo en Rusia.
Alekséi Borovói (1875–1935) fue un escritor, orador, profesor y propagandista anarquista individualista ruso. En 1921 publica El individuo y la sociedad desde el punto de vista anarquista.

### Reino Unido
William Godwin fue una de las primeras y más importantes influencias como se mencionó previamente. El escritor anarquista irlandés Oscar Wilde, perteneciente al movimiento vanguardista del decadentismo, influyó a anarcoindividualistas como Renzo Novatore y ganó la admiración y el apoyo de Benjamin Tucker. En su influyente ensayo El alma del hombre bajo el socialismo de 1891 defendió al socialismo como la forma mejor de garantizar el individualismo y en tanto miraba que "La propiedad privada ha destrozado el verdadero Individualismo, y establecido un Individualismo que es falso...Pues el reconocimiento de la propiedad privada ha dañado realmente al Individualismo, y lo ha oscurecido, confundiendo al hombre con lo que él posee. Podrá preguntárseme cómo es que el Individualismo, que prácticamente depende de la existencia de la propiedad privada para su desenvolvimiento, pudiera beneficiarse con la abolición de la misma... El beneficio será éste. Bajo las nuevas condiciones, el Individualismo será mucho más libre, más bello y más intenso que ahora."
A fines del siglo XIX en el Reino Unido existían anarquistas individualistas tales como Auberon Herbert, Wordsworth Donisthorpe, Joseph Hiam Levy, Joseph Greevz Fisher, John Badcock, Jr., Albert Tarn, and Henry Seymour que estaban cerca ideológicamente a las posiciones de los individualistas norteamericanos reunidos alrededor del periódico Liberty, de Benjamin Tucker. A mediados de la década de 1880, Seymour publicó un diario llamado The Anarchist. posteriormente tomando también interés en el amor libre, con su participación en el diario The Adult: A Journal for the Advancement of Freedom in Sexual Relationships. The Serpent, publicada en Londres desde 1898 hasta 1900 fue la más prominente publicación egoísta en la lengua inglesa, editada con el subtítulo A Journal of Egoistic Philosophy and Sociology.
También perteneción a este movimiento individualista el filósofo, crítico de arte y escritor Herbert Read que escribió acerca de Godwin y Stirner, fue autor de obras como Al diablo con la cultura, The Paradox of Anarchism, "Philosophy of Anarchism", Anarchy & Order; Poetry & Anarchism y My Anarchism. En el siglo 20 el anarquista individualista Henry Meulen destaca por sus trabajos sobre la banca libre.

### Anarquismos inspirados en la obra de Herbert Spencer
Aunque el británico Herbert Spencer (1820–1903) no se identificó como anarquista ni promovió una agenda política sistemática, su filosofía de orden espontáneo, evolución social, competencia pacífica y autonomía individual influyó en diversas figuras asociadas al anarquismo tanto en Gran Bretaña como en otros lugares, especialmente pero no exclusivamente a los de raíces filosóficas liberales o de libertades individuales. Esta influencia spenceriana puede dividirse en dos vertientes, una normativa y otra metodológica.

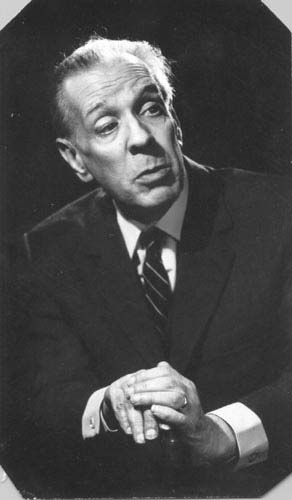
Jorge Luis Borges en 1967

La influencia normativa de Spencer en ideas anarquistas puede notarse en algunos autores que adaptaron el pensamiento de Spencer para desarrollar propuestas de anarquismo individualista. El inglés Auberon Herbert (1838-1906), seguidor de Spencer, defendía un "Estado voluntario" basado en impuestos no coercitivos, una filosofía política que prefirió llamar "voluntarismo". En Inglaterra a inicios del siglo XX algunos de los seguidores de Herbert Spencer, incluyendo a anarquistas spencerianos como Wordsworth Donisthorpe (1847-1914), se organizaron en la Liberty and Property Defence League. En los Estados Unidos, Benjamin Tucker (1854-1939) combinó elementos del 'spencerismo' en teoría sociológica con otras influencias —como algunas ideas económicas de Proudhon— para formular su propia versión de anarquismo individualista. En Argentina, Jorge Guillermo Borges (1874-1938), padre del escritor Jorge Luis Borges, aludía al inglés Herbert Spencer como la fuente de su anarquismo filosófico, y aunque no tuvo militancia política sus ideas fueron transmitidas a través de su hijo —quien era un seguidor de las ideas de filosofía política de su padre— en entrevistas y artículos de este último a lo largo de su vida.
La influencia metodológica de Spencer en ideas anarquistas fue más allá del contenido ideológico normativo, pues el método de Spencer —basado en la analogía entre procesos naturales y sociales— también influyó en autores ideológicamente opuestos. El caso más representativo es el del anarcocomunista Piotr Kropotkin quien durante su largo exilio en Inglaterra (de 1886 a 1917) adoptó este enfoque evolucionista spenceriana al desarrollar su teoría de la ayuda mutua, en la que argumentaba que la cooperación, observada en la naturaleza, también podía fundar una sociedad sin autoridad coercitiva. Así, aunque Kropotkin rechazaba la filosofía individualista y la economía de competencia pacífica en el mercado defendida por Spencer, compartía su enfoque científico y naturalista para comprender la organización social y sobre este enfoque construyó el sustento sociológico para su propia teoría anarcocomunista.

## Anarquismo individualista en América Latina
El historiador anarquista Angel Cappelletti reporta que en Argentina "Entre los trabajadores llegados de Europa en las dos primeras décadas del siglo, había curiosamente varios individualistas stirnerianos influidos por la filosofía de Nietzsche, que veían al sindicalismo como un potencial enemigo de la ideología anarquista. Constituyeron...grupos de afinidad que en 1912 llegaban, según Max Nettlau, al número de veinte. En 1911 apareció, en Colón, el periódico El Único, que se autodefinía como ´Publicación individualista´". El escritor Jorge Luis Borges se autorreconocía como un modesto individuo anarquista a la spenceriana por influencia de su padre.
Biófilo Panclasta, fue un escritor, activista político y anarquista individualista colombiano. En 1904 comienza a utilizar el seudónimo con el que sería reconocido: Biófilo, amante de la vida, y Panclasta, enemigo de todo. Estuvo en más de cincuenta países avivando las ideas anarquistas y participando en manifestaciones obreras y sindicales. Biófilo se consideró un individualista muy de la mano de la idea del superhombre de Nietzsche así como fue seguidor de Max Stirner.
Maria Lacerda de Moura fue una profesora, periodista y activista anarcoindividualista y anarcofeminista brasileña. En sus ideas sobre la educación fue influenciada por Francisco Ferrer. Fue también periodista para la prensa anarquista brasileña y llegó a escribir para la revista anarcoindividualista española Al Margen. También sus escritos recibieron difusión en Argentina y Uruguay. En 1923 lanzó el periódico Renascença, el cual estaba conectado con los movimientos anarquistas de librepensamiento de la época. Su pensamiento estaba influenciado por Han Ryner y Emile Armand.

## Críticas

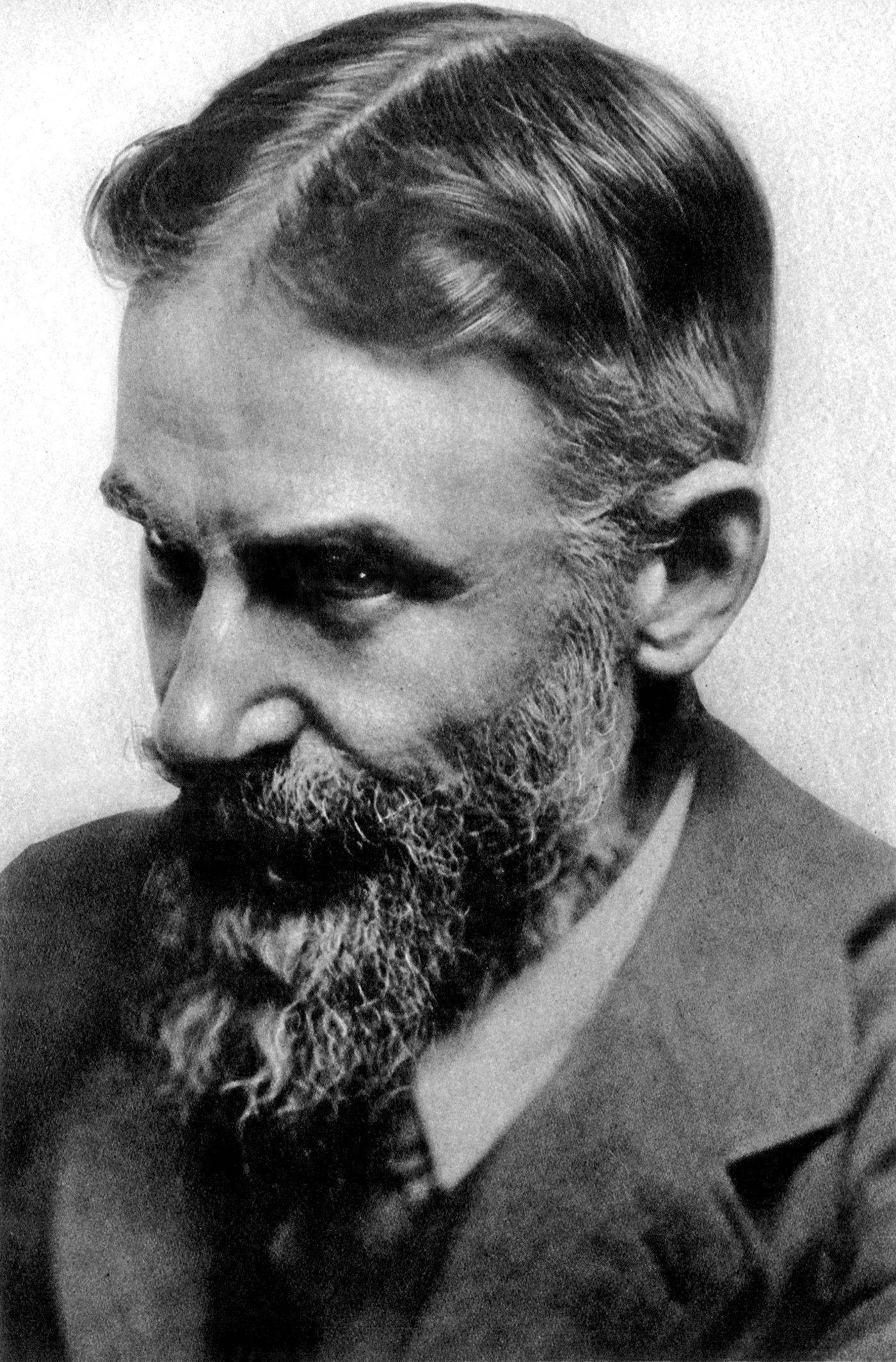
George Bernard Shaw expresó sus dudas sobre la distribución de la riqueza en el anarquismo individualista.

Piotr Kropotkin criticó específicamente la visión del individualista Benjamin Tucker, y declaró que sus ideas "desembocan en el individualismo liberal de los economistas clásicos". Además advierte que la visión de Tucker en donde "tanto el ciudadano como el grupo tienen el derecho a cualquier violencia, inclusive la pena capital. La violencia también es justificada para la aplicación del mandato de mantener un acuerdo. Tucker así sigue a Spencer, y como él, abre la vía para reconstituir bajo el título de ´defensa´ todas las funciones del estado".
Kropotkin además consideraba las hipótesis de sociedad de los individualistas como falsas, basadas en el modelo rousseano del hombre sin lazos sociales. También criticaba al individualismo nietzscheano considerándolo una forma estúpida de egoísmo que rebajaba la calidad del individuo y que no alcanzaba sus supuestos objetivos de desarrollar una individualidad completa, igualándose al individualismo burgués; para Kropotkin la individualidad solo podría desarrollarse en el comunismo.
Antes de abandonar el anarquismo, el socialista libertario Murray Bookchin criticó al anarquismo individualista por su oposición a la democracia y por defender su "estilo de vida individualista" desconsiderando la lucha de clases. Bookchin criticó que los individualistas solo sostuviesen una idea de "libertad negativa" rechazando una de "libertad positiva". El anarcocomunista Albert Meltzer sostuvo que el individualismo difería radicalmente del anarquismo revolucionario, y que "a veces se considera muy a la ligera que 'después de todos, es una forma de anarquismo'." Argumentó que la aceptación que hizo Benjamin Tucker de las fuerzas policiales privadas (incluyendo a aquellas que rompían las huelgas en defensa de la "libertad de los empleadores") está en contradicción con la definición anarquista de "no gobierno." Meltzer se opuso al anarcocapitalismo por iguales razones, argumentando que al apoyar "ejércitos privados", en realidad apoya un "Estado limitado." Argumenta que "solo se puede tomar por Anarquismo aquello que es libre, comunista y que no tenga ninguna necesidad económica de represión para contarrestarlo."
Según Gareth Griffith, George Bernard Shaw inicialmente tuvo algunos coqueteos con el anarquismo individualista antes de llegar a la conclusión de que era "la negación del socialismo, y es de hecho, asocialista llevado casi hasta la lógica conclusión a la que un hombre cuerdo se atrevería a llegar." El argumento de Shaw era que incluso si la riqueza era inicialmente distribuida igualitariamente, la evolución del laissez-faire defendido por Tucker resultaría en una distribución desigual porque permitiría la apropiación privada y la acumulación.

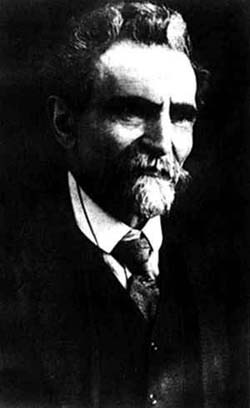
El anarquista italiano Errico Malatesta.

El anarquismo individualista ha sido también criticado por Errico Malatesta, por su idea de armonía por la Ley natural, definiéndolo como una especie de "providencialismo" y con un "fatalismo optimista". Según argumentaba, tan solo eliminar el gobierno no alcanzaría porque si no se eliminaban también las contradicciones y los antagonismos preexistentes que le dieron origen, el Estado se reproduciría otra vez. Malatesta también fue crítico al anarquismo individualista de ideología comunista antiorganizacionista y al ilegalismo, al igual que Rudolf Rocker y Christiaan Cornelissen, que lo consideraban pernicioso para el desarrollo del movimiento anarcosindicalista. Además, Malatesta rechazaba que el anarquismo pudiera concebirse desde el individualismo. En sus propias palabras, 

«Para ser anarquista, no basta querer la emancipación del propio individuo, sino que hay que querer la emancipación de todos; no basta con rebelarse contra la opresión, sino que hay que negarse a ser opresores.

También hay críticas entre las corrientes anarcoindividualistas. El mutualista americano Joe Peacott ha criticado a los anarcocapitalistas por tratar de hegemonizar el rótulo de "anarquismo individualista" y hacer aparecer como que todos los anarquistas individualistas son pro-capitalistas. Peacott ha afirmado que "algunos individualistas, en el pasado y en el presente, están de acuerdo con los comunistas anarquistas que el capitalismo actual se basa en la coerción económica y no en el contrato voluntario. La renta y el interés son el sostén del capitalismo moderno, y están protegidos y mantenidos por el estado. Sin estas dos injustas instituciones, el capitalismo podría no existir."